# Servicio de Salud O'Higgins
El Servicio de Salud O'Higgins es uno de los veintinueve servicios de salud que componen el Sistema Nacional de Servicios de Salud chileno, el único de la Región de O'Higgins. Se ubica territorialmente en Rancagua y bajo su jurisdicción se encuentran todas las comunas de la Región.

## Centros de salud
Dentro de la Red Asistencial del Servicio de Salud O'Higgins se encuentran los siguientes establecimientos:

### Provincia de Cachapoal
| Comuna                     | Tipo                | Nombre                       |
| -------------------------- | ------------------- | ---------------------------- |
| Codegua                    | CESFAM              | Codegua                      |
| Codegua                    | CECOSF              | Codegua                      |
| Codegua                    | Posta Rural         | Tuncahue                     |
| Coinco                     | Hospital            | Coinco                       |
| Coltauco                   | CESFAM              | Francisco Labrín de Coltauco |
| Coltauco                   | Posta Rural         | Idahue                       |
| Coltauco                   | Posta Rural         | Lo de Cuevas                 |
| Coltauco                   | Posta Rural         | Rinconada de Parral          |
| Doñihue                    | CESFAM              | Doñihue                      |
| Doñihue                    | CESFAM              | Lo Miranda                   |
| Doñihue                    | COSAM               | Sur Doñihue                  |
| Graneros                   | Hospital            | Santa Filomena de Graneros   |
| Graneros                   | COSAM               | Norte Graneros               |
| Las Cabras                 | CESFAM              | Las Cabras                   |
| Las Cabras                 | Posta Rural         | Cocalán                      |
| Las Cabras                 | Posta Rural         | El Carmen                    |
| Las Cabras                 | Posta Rural         | El Durazno                   |
| Las Cabras                 | Posta Rural         | El Manzano                   |
| Las Cabras                 | Posta Rural         | La Cebada                    |
| Las Cabras                 | Posta Rural         | La Panchina                  |
| Las Cabras                 | Posta Rural         | Llallauquén                  |
| Las Cabras                 | Posta Rural         | Santa Inés                   |
| Machalí                    | CESFAM              | Dr. Osvaldo Ruz Orrego       |
| Machalí                    | CECOSF              | Santa Teresa                 |
| Machalí                    | Posta Rural         | Coya                         |
| Machalí                    | Sapu                | Machalí                      |
| Malloa                     | CESFAM              | Malloa                       |
| Malloa                     | CESFAM              | Pelequén                     |
| Malloa                     | Posta Rural         | Corcolén                     |
| Mostazal                   | CESFAM              | San Francisco de Mostazal    |
| Mostazal                   | Posta Rural         | La Punta                     |
| Olivar                     | CESFAM              | Gultro                       |
| Olivar                     | CESFAM              | Olivar Alto                  |
| Olivar                     | Posta Rural         | Gultro                       |
| Olivar                     | Posta Rural         | Olivar Bajo                  |
| Peumo                      | Hospital            | Salvador de Peumo            |
| Peumo                      | CESFAM              | La Esperanza                 |
| Peumo                      | Posta Rural         | La Rosa                      |
| Pichidegua                 | Hospital            | Pichidegua                   |
| Pichidegua                 | Posta Rural         | Larmahue                     |
| Pichidegua                 | Posta Rural         | Patagua Cerro                |
| Pichidegua                 | Posta Rural         | Patagua Orilla               |
| Pichidegua                 | Posta Rural         | San José de Marchigue        |
| Pichidegua                 | Posta Rural         | San Roberto                  |
| Pichidegua                 | Posta Rural         | Santa Amelia                 |
| Quinta de Tilcoco          | CESFAM              | Quinta de Tilcoco            |
| Quinta de Tilcoco          | CECOSF              | Guacarhue                    |
| Rancagua                   | Hospital            | Regional de Rancagua         |
| Rancagua                   | CESFAM              | N.°1 Dr. Enrique Dintrans    |
| Rancagua                   | CESFAM              | N.° 2 Dr. Eduardo de Geyter  |
| Rancagua                   | CESFAM              | N.°3 Dr. Abel Zapata         |
| Rancagua                   | CESFAM              | N.°4 Dra. María Latiffe      |
| Rancagua                   | CESFAM              | N.°5 Dr. Juan Chiorrini      |
| Rancagua                   | CESFAM              | N.°6 Ignacio Caroca          |
| Rancagua                   | CECOSF              | Ciudad de Paju               |
| Rancagua                   | CECOSF              | Dr. Eduardo de Geyter        |
| Rancagua                   | CECOSF              | San Rafael                   |
| Rancagua                   | COSAM               | Centro 1                     |
| Rancagua                   | COSAM               | Centro 2                     |
| Rancagua                   | SAPU                | Dr. Abel Zapata              |
| Rancagua                   | SAPU                | Dr. Eduardo de Geyter        |
| Rancagua                   | SAPU                | Dr. Enrique Dintrans         |
| Rancagua                   | SAPU                | Dr. Ignacio Caroca           |
| Rancagua                   | SAPU                | Dra. María Latiffe           |
| Rancagua                   | SAR                 | Oriente                      |
| Rengo                      | Hospital            | Dr. Ricardo Valenzuela Sáez  |
| Rengo                      | CESFAM              | La Isla                      |
| Rengo                      | CESFAM              | Rosario                      |
| Rengo                      | CESFAM              | Concejal Gavino Martínez     |
| Rengo                      | Posta Rural         | Cerrillos                    |
| Rengo                      | Posta Rural         | Esmeralda                    |
| Rengo                      | Posta Rural         | Lo Cartagena                 |
| Rengo                      | Posta Rural         | Lo de Lobos                  |
| Rengo                      | Posta Rural         | Popeta                       |
| Rengo                      | SAPU                | Rosario                      |
| SAR                        | Dr. Rienzi Valencia |                              |
| Requínoa                   | CESFAM              | Requínoa                     |
| Requínoa                   | CECOSF              | Chumaquito                   |
| Requínoa                   | Posta Rural         | El Abra                      |
| Requínoa                   | Posta Rural         | Los Lirios                   |
| Requínoa                   | Posta Rural         | Totihue                      |
| San Vicente de Tagua Tagua | Hospital            | San Vicente de Tagua Tagua   |
| San Vicente de Tagua Tagua | CESFAM              | San Vicente de Tagua Tagua   |

### Provincia Cardenal Caro

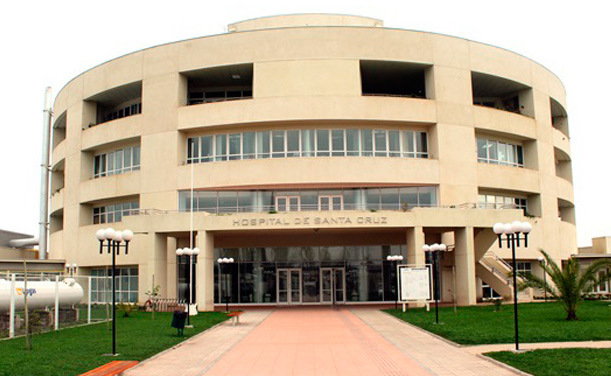
Hospital de Santa Cruz

| Comuna      | Tipo        | Nombre                 |
| ----------- | ----------- | ---------------------- |
| La Estrella | CESFAM      | La Estrella            |
| Litueche    | Hospital    | Litueche               |
| Litueche    | Posta Rural | Pulin                  |
| Litueche    | Posta Rural | Quelentaro             |
| Marchigüe   | Hospital    | Marchigüe              |
| Marchigüe   | Posta Rural | Pailimo                |
| Marchigüe   | Posta Rural | Rinconada de Alcones   |
| Marchigüe   | Posta Rural | San José de Marchigüe  |
| Navidad     | CESFAM      | Valle Mar Navidad      |
| Navidad     | Posta Rural | Pupuya                 |
| Navidad     | Posta Rural | Rapel                  |
| Navidad     | Posta Rural | San Vicente de Pucalán |
| Paredones   | CESFAM      | Paredones              |
| Paredones   | Posta Rural | Bucalemu               |
| Paredones   | Posta Rural | Las Viñas              |
| Paredones   | Posta Rural | San Pedro de Alcántara |
| Pichulemu   | Hospital    | Pichilemu              |
| Pichulemu   | Posta Rural | Alto Ramírez           |
| Pichulemu   | Posta Rural | Cahuil                 |
| Pichulemu   | Posta Rural | Cardonal de Panilonco  |